# Tramvajová doprava v Moskvě

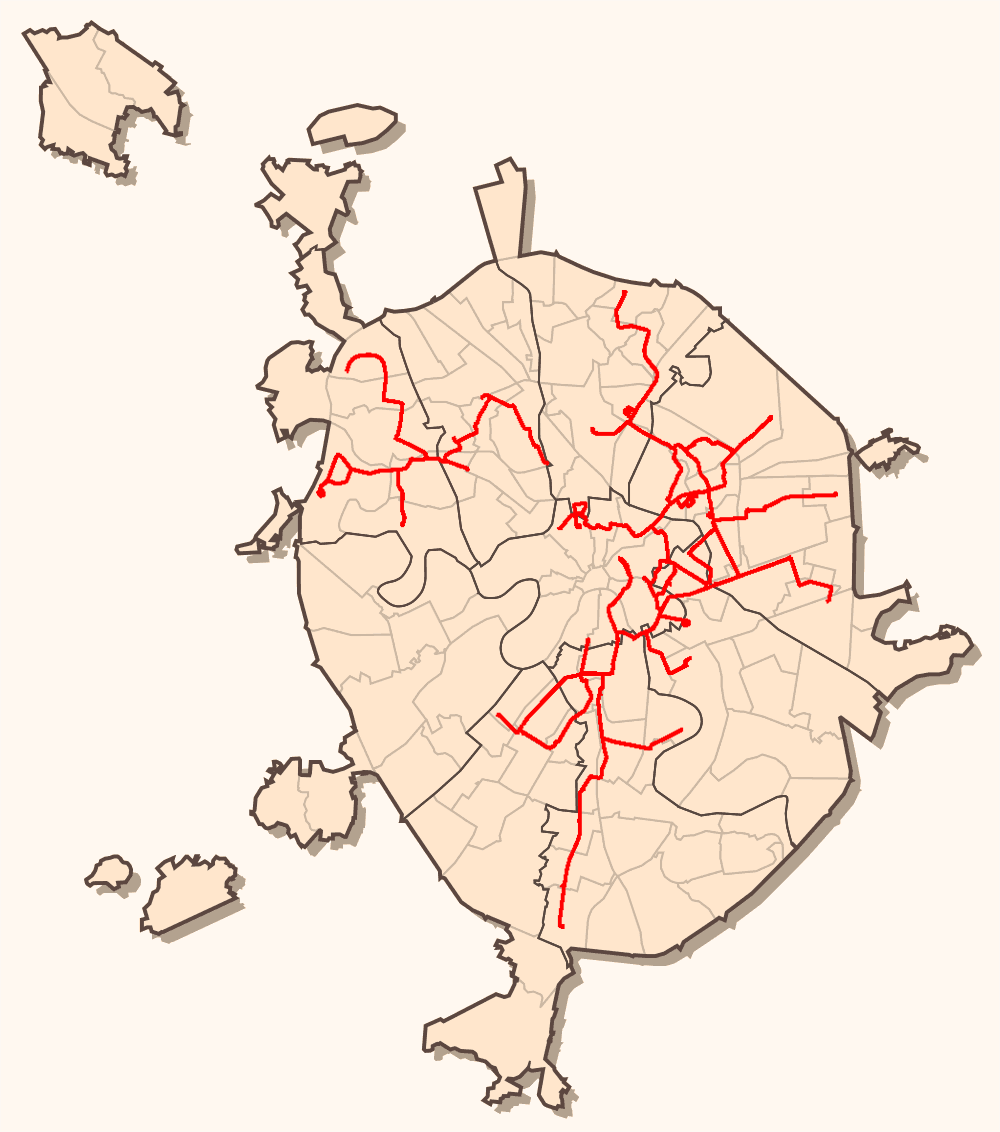
Zjednodušené schéma sítě

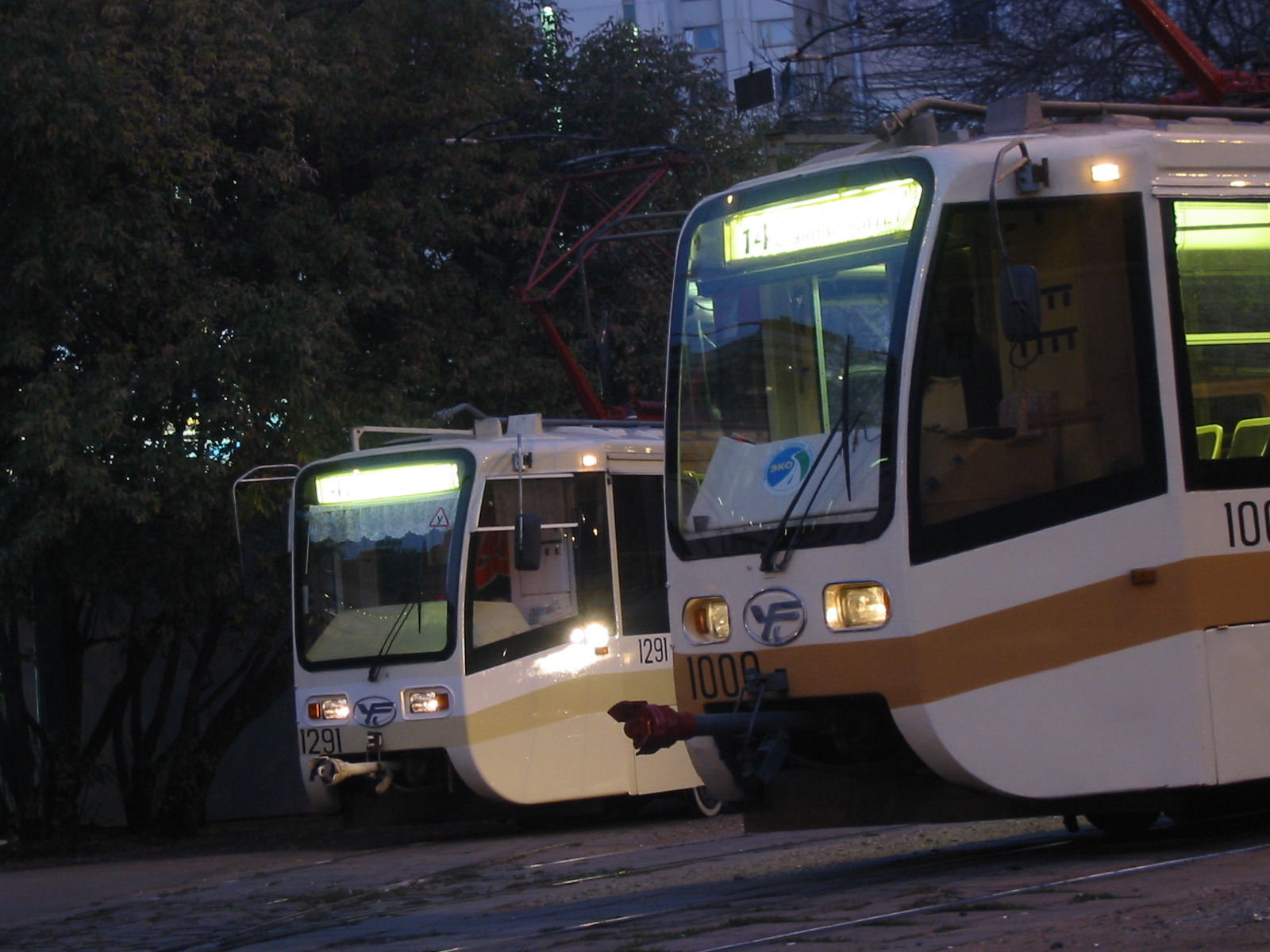
Dvě moskevské tramvaje, KTM-19 a KTM-21

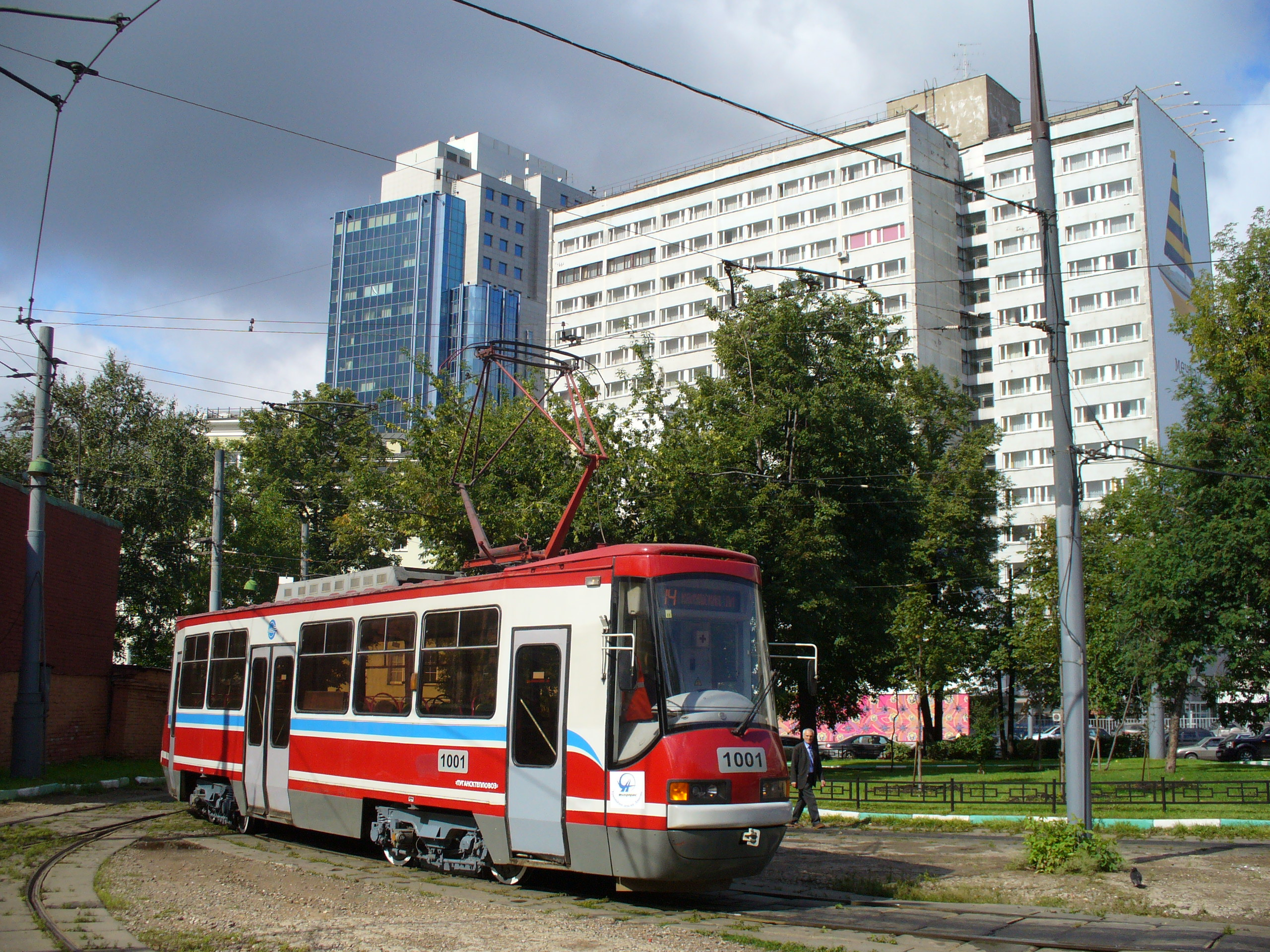
Tramvaj typu LT-5

Hlavní město Ruské federace, Moskva, provozuje dvě na sobě nezávislé a oddělené tramvajové sítě. Tramvaje jsou napájené proudem o napětí 550 V. Rozsah celého provozu činí 181,2 km, dopravu zajišťuje 30 – 40 linek, které obsluhují přibližně 420 zastávek.

## Popis sítí
V Moskvě se nacházejí dvě tramvajové sítě, jedna menší na západě města a druhá zhruba třikrát větší na východě a jihu. Rozchod kolejí je standardní ruský, 1524 mm. Přestože Moskva je největším městem v zemi, nemá zároveň i největší tramvajový provoz (tím je Petrohrad), většinu dopravy tak obstarává podzemní dráha.

## Historie

### Tramvajová doprava v carské Moskvě

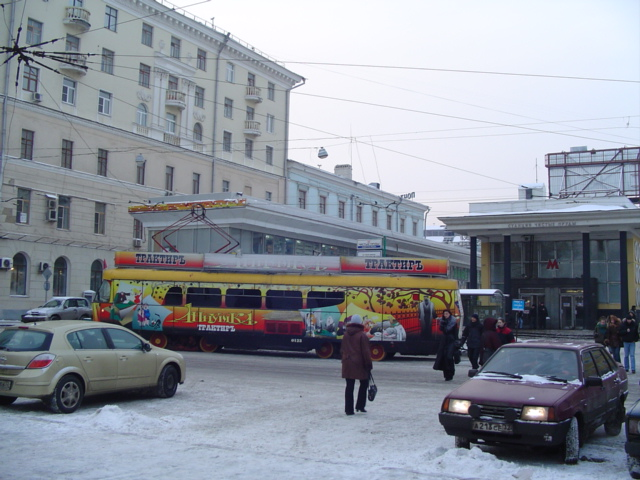
Moskevská tramvaj typu Tatra T3; tento vůz slouží také jako jídelna

První úsek koňky byl v Moskvě otevřen v 22. června 1872. Provozovatelem sítě byla tehdy belgická společnost s názvem Compagnie générale des tramways de Moscou et de Russie. První úsek vedl od Náměstí revoluce k současnému Běloruskému nádraží; byl dlouhý 4,5 km, celý jednokolejný s celkem devíti výhybnami. Rozchod kolejí byl široký, tj. i dnes používaných 1524 mm. Nasazeno bylo celkem 10 vozů, které měly kromě normálního též i horní patro. Vozy jej však neměly zastřešené, což cestující vystavovalo nevhodným podmínkám, zvláště pak v chladnějších měsících. Vozy koňky byly původem z Velké Británie. Celá akce byla v tehdejším tisku prezentována jako velká událost.
Kromě toho také od 22. července 1886 jezdily parní tramvaje. Elektrická trakce se objevila roku 1903; od roku následujícího ji provozovalo město a v roce 1911 již byly všechny tratě elektrifikovány.

### Vzrůst významu podzemní dráhy
Do 50. let 20. století dosáhla síť ohromného rozsahu, přesto v centru začaly první úseky mizet vzhledem k tomu, že se staly souběžnými s metrem. Tramvajová doprava též získala velký význam při velkých akcích, náročných na městskou dopravu, jakými byly například spartakiády. Též prošly modernizací některé starší tramvaje typu KM; v letech 1951 a 1952 to bylo celkem 37 vozů.
V 50. letech se objevily nové tramvaje sovětské výroby RVZ-51 a MTV-82; druhý typ byl dodáván během let 1951 až 1955 ve velkém množství přes 400 tramvají. Toto velké množství nových vozů bylo rozmístěno rovnoměrně do všech vozoven, vyjma Vozovny Krasnopresněnskoje.
Od začátku 60. let byly dováženy vozy koncepce PCC z Československa; nejprve T2 (vyřazovány v 70. letech, poslední vůz v roce 1981), později následovaly velké série (až 100 vozů ročně) tramvají typu T3 (a z něho odvozených, lišily se například počtem dveří). Kloubové tramvaje typu K2 se v provozu neosvědčily. Přesto ještě na začátku 80. let bylo možné se v provozu setkat s vozy typu MTV-82 vyrobenými v roce 1952, ostatně celý vozový park byl velmi různorodý. Sovětští výrobci byli z dodávek nových tramvají téměř vyřazeni.

### Moskevské tramvaje na konci 20. a začátku 21. století

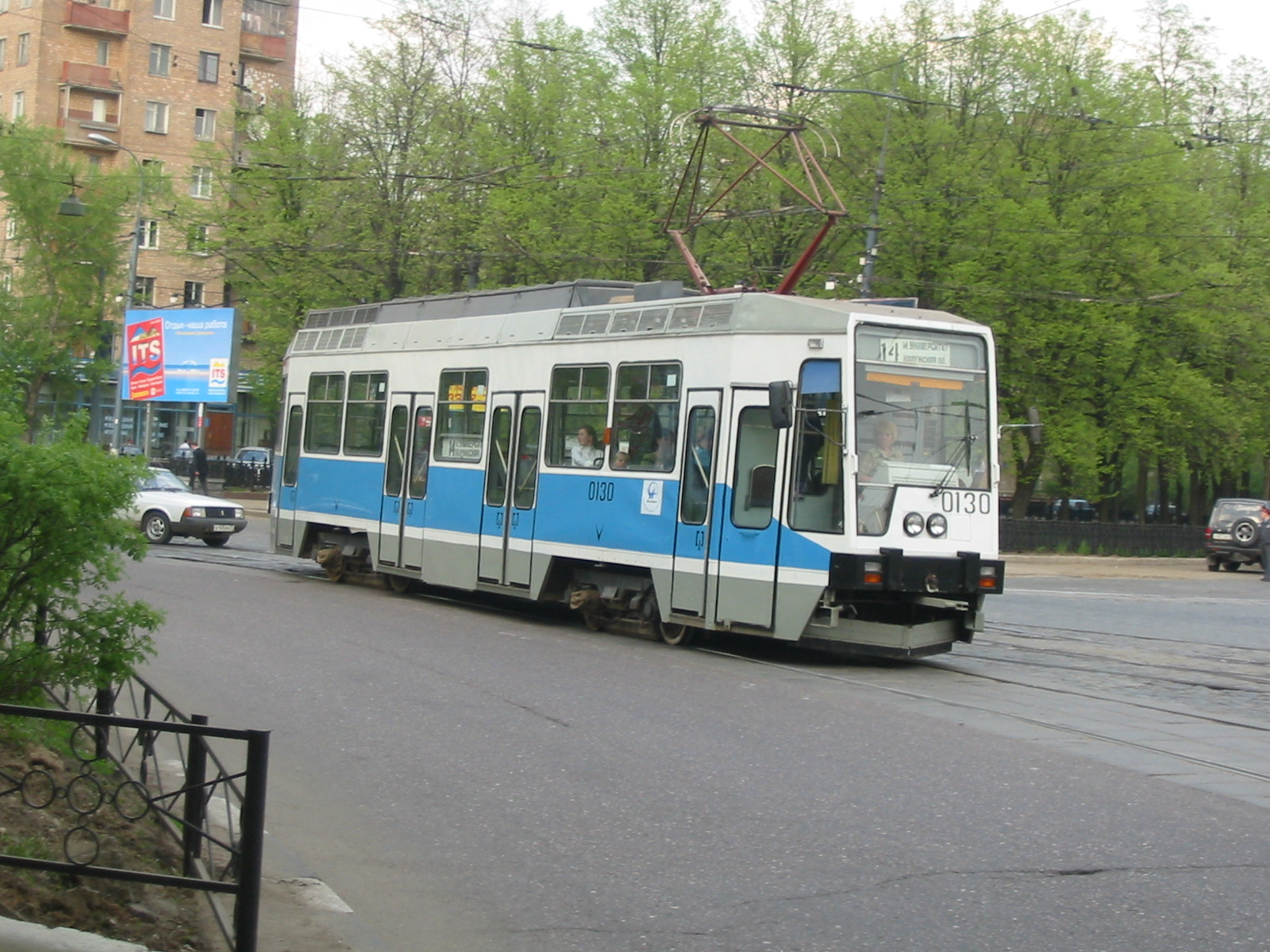
Moskevská tramvaj typu LT-10

Rostoucí efektivita silniční dopravy však vedla k tomu, že tramvajové tratě začaly být rušeny stále více; nejprve existovala snaha nahradit je trolejbusy, později metrem. Druhý z plánů měl i svůj časový horizont; k likvidaci tramvajové sítě mělo dojít do roku 1980 (tak byla v roce 1973 kolejová síť rozpůlena na dvě nesouvisející části). Stejně jako v jiných městech světa se však ukázalo, že tramvajová doprava je v MHD nezastupitelná, navíc ropné krize a klesající ekonomická síla SSSR plán definitivně odstavily.
V roce 1993 byla zrekonstruována ulice 1. máje, a to novou technologií, založenou na maďarských panelech BKV. Tyto panely se v Moskvě používají již dávno u mnohých tratí, například roku 1986 s nimi byla zrekonstruována trať na třídě Sudostrojitělej směrem do Nagatina. Kromě betonových panelů zde však byly použity i gumové výztuže, které snižují hlučnost (v současné době se používají ve střední a západní Evropě běžně, například roku 2007 s nimi byla v Praze rekonstruována trať přes Náměstí Republiky).
V 90. letech byly rekonstruovány i další mnohé tratě, jednalo se nejprve o jednotky a později i o desítky kilometrů. Při těchto pracích samozřejmě muselo být přesměrováno mnoho linek, některé zase naopak i zrušeny. Mezi lety 1992 až 1995 bylo zrekonstruováno celkem 188 km tramvajových tratí.
Tramvaje Tatra byly dodávány až do roku března 1988 (tehdy byly dodávky zastaveny vzhledem k nedostatku financí; roku 1990 přibyly ještě dvě zkušební tramvaje typu T7B5). První série československých tramvají však začaly koncem 80. let stárnout a bylo proto nutné zajistit nového dodavatele; sovětští výrobci ale nebyli schopni splnit vysoké nároky moskevského dopravního podniku. Nakonec dodávky nových vozů zajistila firma UKVZ z Čeljabinska; od této doby tak byl vozový park obnovován pomocí tramvají KTM-8. První vozy tohoto typu byly dopraveny do Vozovny Rusakova roku 1990.

## Vozovny
- Vozovna Apakova
- Vozovna Baumana
- Vozovna Krasnopresněnskoje
- Vozovna Oktjabirskoje
- Vozovna Russakova

## Vozový park
| Obrázek         | Typ             | Modifikace a podtypy                           |
| --------------- | --------------- | ---------------------------------------------- |
| Tatra T3        | Tatra T3        | Tatra T3, modernizované verze MTTM, MTTE, MTTČ |
| KTM-23          | KTM-23          |                                                |
| Pesa Twist      | Pesa Twist      | Pesa Foxtrot (71-414)                          |
| 71-931М Viťaz-M | 71-931М Viťaz-M | 71-931М Viťaz-M                                |